# Tabebuia bahamensis
Tabebuia bahamensis là một loài thực vật có hoa trong họ Chùm ớt. Loài này được (Northr.) Britton miêu tả khoa học đầu tiên năm 1915.